# Мішель Вільямс
Міше́ль І́нгрід Ві́льямс (англ. Michelle Ingrid Williams; нар. 9 вересня 1980, Каліспелл, Монтана, США) — американська акторка телебачення, театру та кіно, кінорежисерка. Серед відомих робіт ролі в кінофільмах «Горбата гора» (2005), «Блакитний Валентин» (2010), «7 днів і ночей з Мерилін» (2011), «Манчестер біля моря» (2016), за які 4 рази була номінанткою премії Оскар, ще 4 — «Золотого Глобуса». Володарка премії «Золотий Глобус» за фільм «7 днів і ночей з Мерилін» (2011). Також відома за грою у фільмі Мартіна Скорсезе «Острів проклятих» (2010).

## Життєпис
Народилась у місті Каліспелл (штат Монтана, США) в сім'ї домогосподарки Карли Свенсон та трейдера Ларрі Вільямса. Має норвезькі корені. Коли їй було 9, сім'я переїхала до Сан-Дієго, й дівчинка стала цікавитись акторським мистецтвом.
Улітку 2004 року в Канаді на зйомках фільму «Горбата гора» Вільямс познайомилась з актором Гітом Леджером, з яким прожила три роки. 28 жовтня 2005 року народила дочку Матильду Роуз Леджер. У вересні 2007 року пара оголосила про розлучення. У 2008—2009 роках зустрічалася з американським кінорежисером, продюсером та актором Спайком Джонзом; з актором Джейсоном Сігелом розійшлася на початку лютого 2013 року. У 2018 році Вільямс одружилася з музикантом Філом Елверумом (англ. Phil Elverum), учасником гуртів The Microphones та Mount Eerie. У 2019 році пара розлучилася.
У березні 2020 року вагітна Вільямс таємно одружилася з режисером Томасом Кайлом (англ. Thomas Kail), з яким познайомилася на зйомках серіалу «Фосс / Вердон». У червні народила дитину.

## Кар'єра

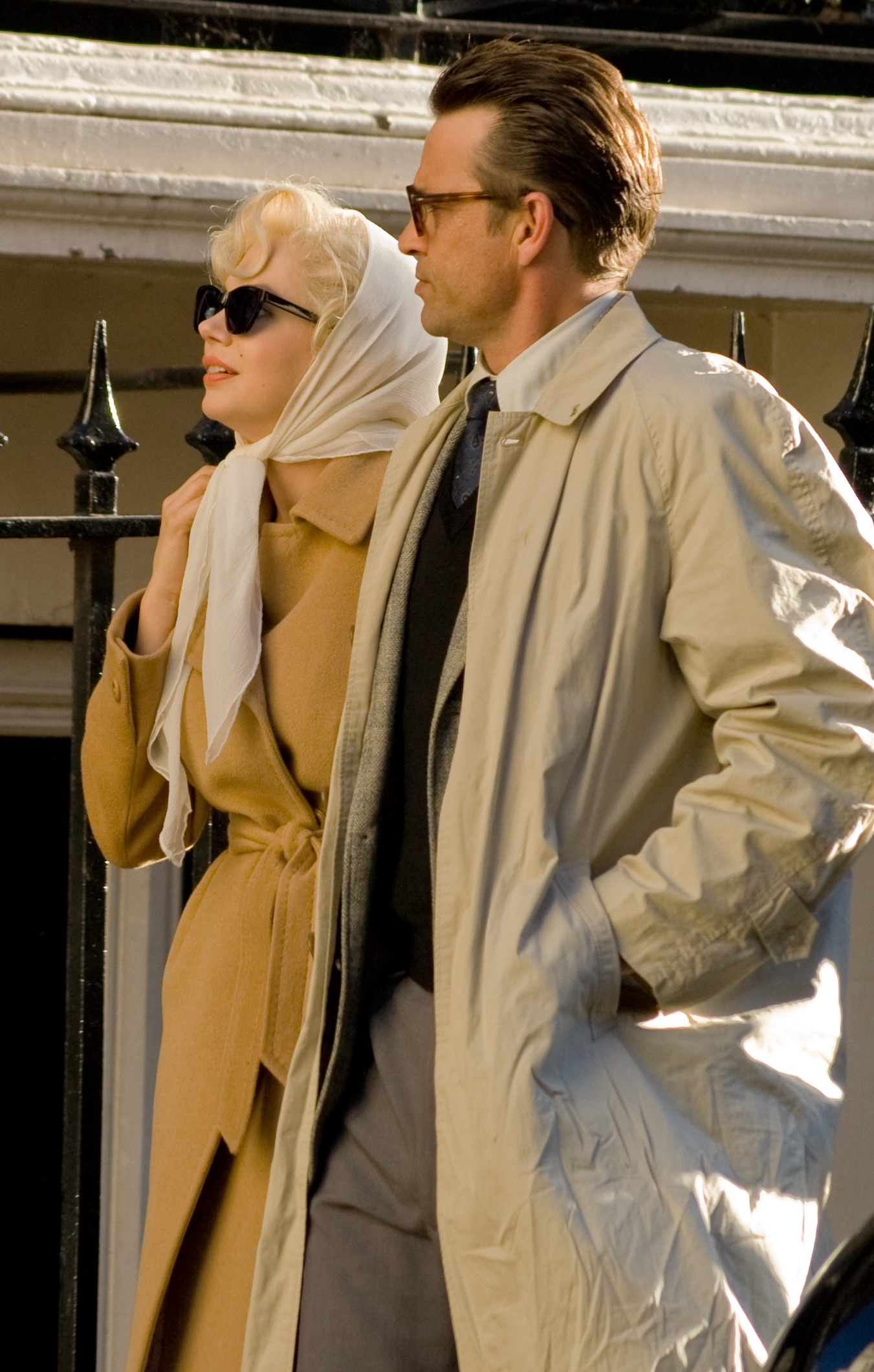
У ролі Мерилін Монро у стрічці «7 днів і ночей з Мерилін»

У 15 років Мішель покинула школу, щоб розпочати акторську кар'єру в серіалі «Затока Доусона». Перед цим вона виконала невеликі ролі в фільмах «Особина» і «Лессі».
Хоча на початку Вільямс знімалась переважно в молодіжних комедіях, надалі стала частіше отримувати запрошення до незалежного кіно, як-от «Станційний доглядач» і «Земля достатку».
За роль у фільмі «Венді та Люсі» номінована на премію «Незалежний дух». За роль у фільмі «Горбата гора» Вільямс уперше номінована на «Оскар» и «Золотий глобус».
2008 року роботи над проєктами Вільямс були призупинені через смерть Гіта Леджера. На початку 2010 року в прокат вийшов фільм Скорсезе «Острів проклятих», де Вільямс зіграла померлу дружину пацієнта психіатричної лікарні маршала США Ендрю Леддіса (Леонардо ДіКапріо). У 2011 році знову була номінована на «Оскар» і «Золотий глобус» як найкраща акторка за роль у фільмі «Валентинка».
За втілення Мерилін Монро в трагікомедії «7 днів і ночей з Мерилін» Мішель Вільямс була відзначена першою статуеткою премії «Золотий глобус» і номінацією на премії «Оскар» і BAFTA.

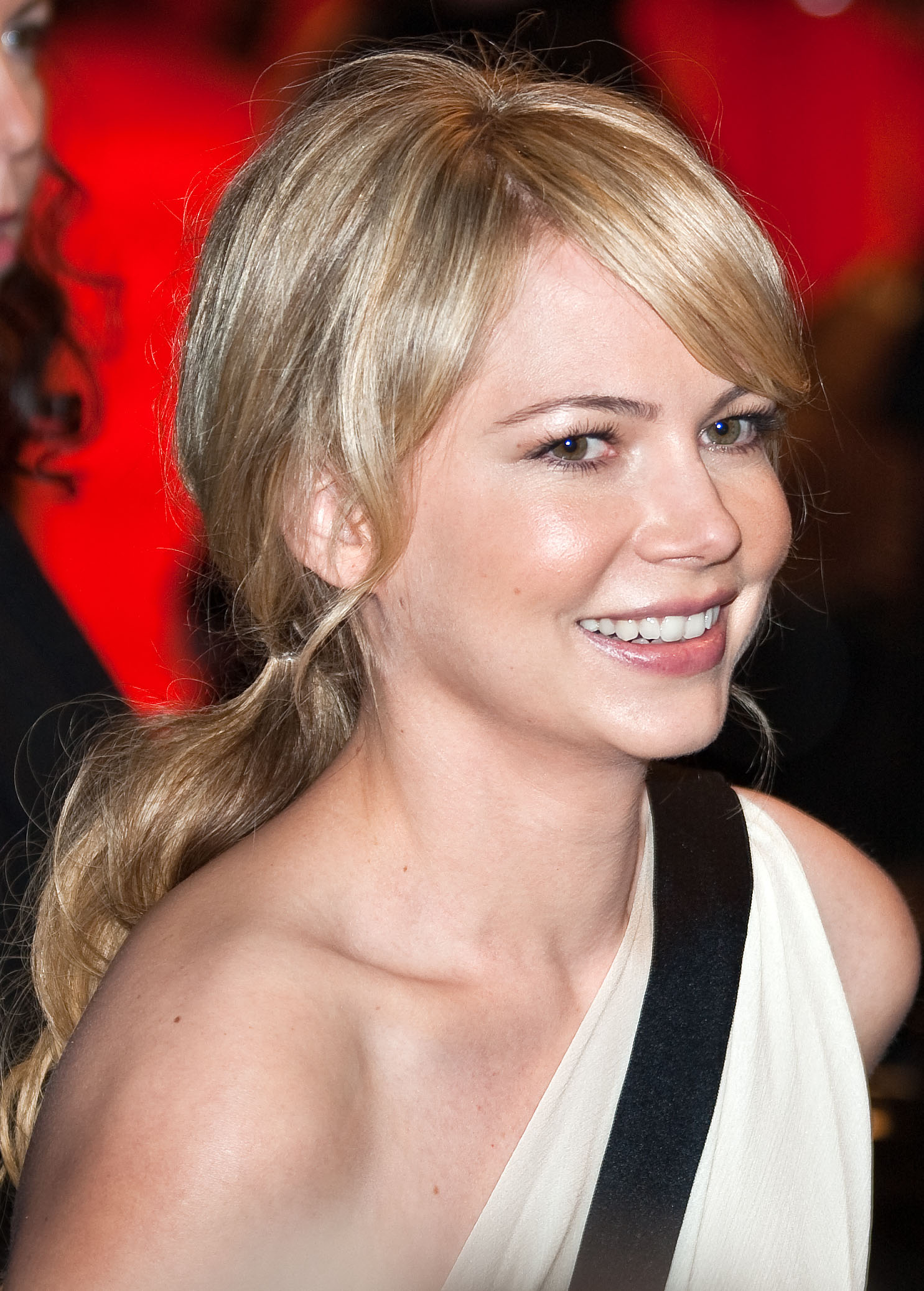
На «Берлінському міжнародному кінофестивалі» у 2010 році

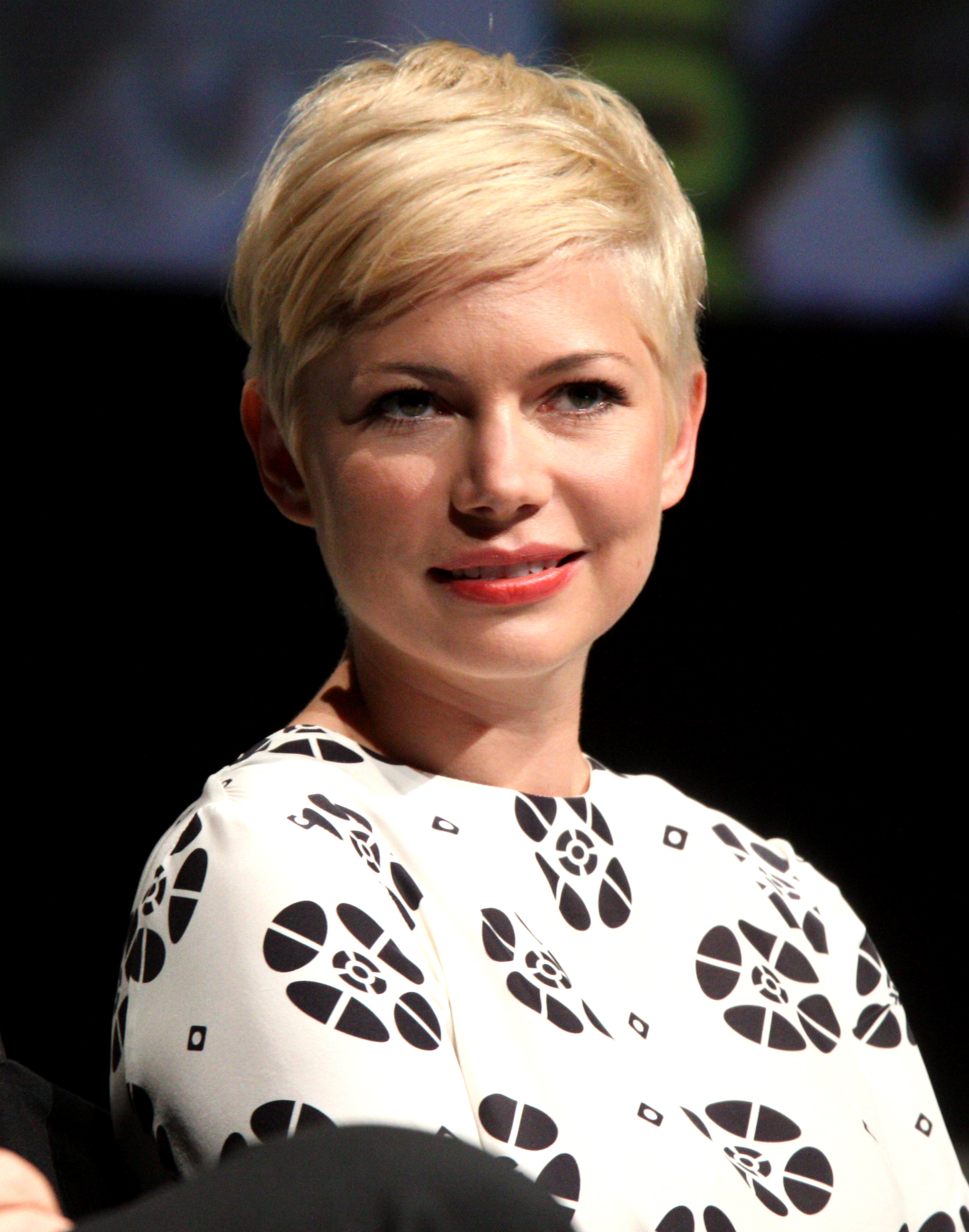
На фестивалі «San Diego Comic-Con International» у 2012 році

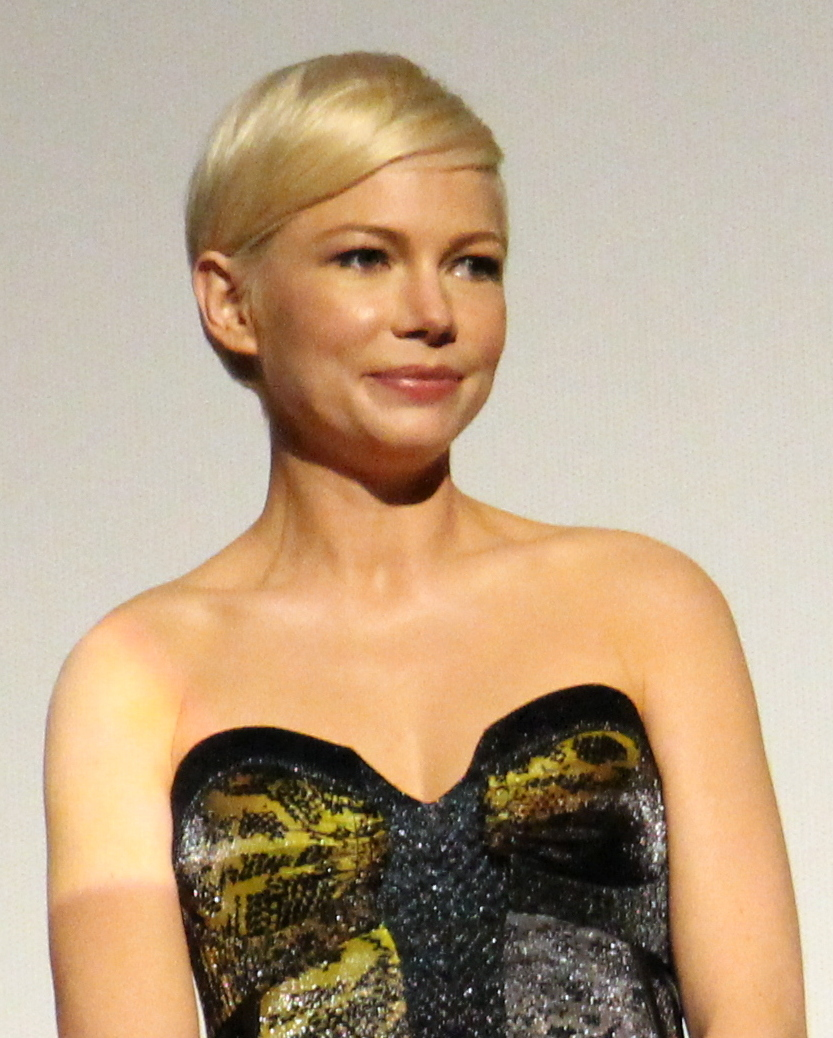
На прем'єрі стрічки «Манчестера біля моря» у 2016 році

## Фільмографія
| Рік       |     | Українська назва            | Оригінальна назва             | Роль                          |
| --------- | --- | --------------------------- | ----------------------------- | ----------------------------- |
| 1993      | с   | Рятувальники Малібу         | Baywatch                      | Бріджет (S4-E01)              |
| 1994      | с   | Крок за кроком              | Step by Step                  | Джей Джей (S4-E06)            |
| 1994      | ф   | Лессі                       | Lassie                        | Ейпріл Портер                 |
| 1995      | с   | Великий ремонт              | Home Improvement              | Джессіка Лутц (S4-E26)        |
| 1995      | ф   | Тайммайстер                 | Timemaster                    | Енні                          |
| 1995      | ф   | Особина                     | Species                       | юна Сіл                       |
| 1996      | тф  | Мій син невинний            | My Son Is Innocent            | Донна Вінстон                 |
| 1997      | тф  | Вбивство містера Гріффіна   | Killing Mr. Griffin           | Майя                          |
| 1997      | ф   | Тисяча акрів                | A Thousand Acres              | Пеммі                         |
| 1998      | ф   | Хелловін: 20 років по тому  | Halloween H20: 20 Years Later | Моллі                         |
| 1998—2003 | с   | Затока Доусона              | Dawson’s Creek                | Джен Ліндлі (6 сезонів)       |
| 1999      | ф   | Подруги президента          | Dick                          | Арлін Лоренцо                 |
| 1999      | ф   | Я з групи підтримки         | But I'm a Cheerleader         | Кімберлі                      |
| 2000      | тф  | Якби стіни могли говорити 2 | If These Walls Could Talk 2   | Лінда                         |
| 2001      | ф   | Парфум                      | Perfume                       | Хеллі                         |
| 2001      | ф   | З тобою і без тебе          | Me Without You                | Холлі                         |
| 2001      | ф   | Нація прозаку               | Prozac Nation                 | Рубі                          |
| 2003      | ф   | Сполучені штати Ліланда     | The United States of Leland   | Джулі                         |
| 2003      | ф   | Станційний доглядач         | The Station Agent             | Емілі                         |
| 2004      | ф   | Земля достатку              | Land of Plenty                | Лана                          |
| 2004      | ф   | Вигадані герої              | Imaginary Heroes              | Пенні Тревіс                  |
| 2004      | ф   |                             | A Hole in One                 | Анна Вотсон                   |
| 2005      | ф   | Бакстер                     | The Baxter                    | Сесіль                        |
| 2005      | ф   | Горбата гора                | Brokeback Mountain            | Альма                         |
| 2006      | ф   | Яструб помирає              | The Hawk Is Dying             | Бетті                         |
| 2006      | ф   | Найспекотніший штат         | The Hottest State             | Саманта                       |
| 2007      | ф   | Мене там немає              | I'm Not There                 | Коко Рівінґтон                |
| 2008      | ф   | Список контактів            | Deception                     | S                             |
| 2008      | ф   | Провокатор                  | Incendiary                    | молода мати                   |
| 2008      | ф   | Нью-Йорк, Нью-Йорк          | Synecdoche, New York          | Клер Кін                      |
| 2008      | ф   | Венді і Люсі                | Wendy and Lucy                | Венді                         |
| 2009      | ф   | Мамонт                      | Mammut                        | Еллен Відаль                  |
| 2010      | ф   | Блакитний Валентин          | Blue Valentine                | Сінді Перейра                 |
| 2010      | ф   | Острів проклятих            | Shutter Island                | Долорес Ченел                 |
| 2010      | ф   | Обхід Міка                  | Meek's Cutoff                 | Емілі Тетеров                 |
| 2011      | ф   | Любить/Не любить            | Take This Waltz               | Марґо                         |
| 2011      | ф   | 7 днів і ночей з Мерилін    | My Week with Marilyn          | Мерилін Монро                 |
| 2013      | с   | Звабливі та вільні          | Cougar Town                   | прийомна сестра Лорі (S4-E01) |
| 2013      | ф   | Оз: Великий та Могутній     | Oz the Great and Powerful     | Енні / Глінда                 |
| 2014      | ф   | Французька сюїта            | Suite française               | Люсіль Анджеллі               |
| 2016      | ф   | Манчестер біля моря         | Manchester by the Sea         | Ренді                         |
| 2016      | ф   | Декілька жінок              | Certain Women                 | Джина Льюїс                   |
| 2017      | ф   | Всі гроші світу             | All the Money in the World    | Ґейл Харріс-Ґетті             |
| 2017      | ф   | Світ, повний чудес          | Wonderstruck                  | Елейн                         |
| 2017      | ф   | Найвеличніший шоумен        | The Greatest Showman          | Черіті Барнум                 |
| 2018      | ф   | Красуня на всю голову       | I Feel Pretty                 | Евері ЛеКлер                  |
| 2018      | ф   | Веном                       | Venom                         | Енн Вейнінґ                   |
| 2019      | ф   | Після весілля               | After the Wedding             | Ізабель                       |
| 2019      | с   | Фосс/Вердон                 | Fosse/Verdon                  | Ґвен Вердон (8 епізодів)      |
| 2021      | ф   | Веном 2: Карнаж             | Venom: Let There Be Carnage   | Енн Вейнінґ                   |
| 2022      | ф   | Поява                       | Showing Up                    | Ліззі Карр                    |
| 2022      | ф   | Фабельмани                  | The Fabelmans                 | Мітці Фабельман               |
| 2023      | док | Глибоке небо                | Deep Sky                      | оповідачка                    |
| 2025      | с   | Вмерти заради сексу         | Dying for Sex                 | Моллі (головна роль)          |